# كلارنس والاس
كلارنس والاس هو رائد أعمال وسياسي كندي، ولد في 22 يونيو 1893 في كندا، وتوفي في 12 نوفمبر 1982 في الولايات المتحدة. انتخب Lieutenant Governor of British Columbia ‏ (1950 – 1955).